# Alois Moriggl
Alois Moriggl (* 24. Februar 1810 in Nauders; † 1. März 1866 in Zirl) war ein österreichischer Lehrer, Heimatforscher und römisch-katholischer Geistlicher.

## Leben
Moriggl, Sohn eines Landwirts, studierte zunächst an der Theologischen Fakultät Linz und anschließend an der Theologischen Hochschule Brixen. 1834 empfing er die Priesterweihe. Er wurde Lehrer an der Taubstummenanstalt, die 1835 nach Hall in Tirol verlegt wurde. Dort wurde er 1835 Rektor der Anstalt. 1844 musste er aus gesundheitlichen Gründen diese Stelle niederlegen.
Moriggl ließ sich in Zirl nieder. Dort wirkte er als Geistlicher und er war am Neubau der Pfarrkirche Zirl beteiligt. Er war Begleiter des Königs Friedrich August II. von Sachsen. Nachdem dieser 1854 in Tirol verunglückte, ließ dessen Witwe Karoline Ferdinande die Königskapelle Brennbichl erbauen. Diese wurde ein Jahr nach dem Tod durch eine Messe mit Moriggl eingeweiht.
Moriggl betätigte sich als Heimatforscher. Er starb, als er gerade an der Schrift Einfall der Schweizer im Oberinnthale, 1621 arbeitete.

## Werke (Auswahl)
- Letzte Reise Sr. Majestät des Königs von Sachsen, Friedrich August, von Zirl nach der Alpe Lisens und von da über Kühethei nach Silz am 7. und 8. August 1854. Ferner: Netze nach Imst am 9. August und der erfolgte Unglücksfall bei Brennbühl. Nach zuverlässigen Quellen und Schilderungen eines Augenzeugen zusammengestellt, Wagner, Innsbruck 1854.
- Einfall der Franzosen in Tirol bei Martinsbruck und Nauders 1797. Aus zuverlässlichen Quellen geschöpft und nach Urkunden bearbeitet, Wagner, Innsbruck 1855, online – Internet Archive.
- Der Feldzug des Jahres 1805 und seine Folgen für Oesterreich überhaupt und für Tirol insbesondere, 3 Bände, Wagner, Innsbruck 1860. online – Internet Archive.
- Leben und Heldentod des Grafen Ludwig von Lodron, k. k. Feldhauptmann. Zugleich ein Bild aus den Kriegszeiten der ersten Hälfte des sechzehnten Jahrhunderts. Mit einer lith. Tafel, als 11. Heft der Zeitschrift des Ferdinandeum für Tirol und Vorarlberg, Innsbruck 1863.